# Veronicastrum caulopterum
Veronicastrum caulopterum är en grobladsväxtart som först beskrevs av Henry Fletcher Hance, och fick sitt nu gällande namn av Yamazaki. Veronicastrum caulopterum ingår i släktet kransveronikor, och familjen grobladsväxter. Inga underarter finns listade i Catalogue of Life.